# Jet Force Gemini
Jet Force Gemini (Japans: スターツインズ) is een videospel dat werd ontwikkeld door Rare. Het spel kwam in 1999 uit voor het platform Nintendo 64. Het spel is een futuristisch schietspel. De kwaadaardige Mizar geeft zijn troepen de orders om de Aarde binnen te vallen en de macht over de Tribals over te nemen. Bij de invasie wordt de Jet Force Gemini vernietigt met uitzonder van een schip. In dit schip zijn Juno, Vela en Lupus aan boord en deze besluiten om de invasie te stoppen en Mizar te verslaan. Het perspectief van het spel is in de derde persoon.
Het spel kent drie modi:
- Battle
- Target Shoot
- Racing

## Ontvangst
| Beoordeeld door       | Jaar | Score |
| --------------------- | ---- | ----- |
| Nintendojo            | 2003 | 98%   |
| Super Play            | 1999 | 90%   |
| TotalVideoGames (TVG) | 1999 | 90%   |
| Gaming Target         | 2000 | 87%   |
| Total! (Duitsland)    | 1999 | 85%   |
| Game Critics          | 1999 | 70%   |
| Nintendo Life         | 2013 | 70%   |
| Gaming Age            | 2004 | 67%   |
| Spel för Alla         | 2000 | 60%   |
| Cincinnati Enquirer   | 2000 | 38%   |

## Trivia
- Het spel is opgenomen in het boek 1001 Video Games You Must Play Before You Die van Tony Mott.